# Österunda landskommun
Österunda landskommun var en tidigare kommun i Västmanlands län.

## Administrativ historik
Kommunen inrättades i Österunda socken i Torstuna härad i Uppland när 1862 års kommunalförordningar trädde i kraft den 1 januari 1863.
Vid den landsomfattande kommunreformen 1952 gick den upp i Fjärdhundra landskommun.
Sedan 1971 tillhör området Uppsala län och Enköpings kommun.